# 틱톡커
틱톡커란 틱톡(Tiktok)에서 영상을 찍어서 먹고 사는 사람을 뜻한다. 이들은 대부분 자의적으로 유명해진다. 15초 내외에 순식간에 지나가는 영상을 베이스로 하며, 동영상이라는 포맷을 이용해서 인기를 끈다. 컨텐츠는 다양하며 춤을 추거나, 먹방을 하거나, 심지어 시사 평론을 할 수도 있다. 주 수입원은 15초 내외의 광고이며, 건당 100원에서 시작해서 더 많이 벌 수도 있다. 유명인이다보니 사회적 문제를 일으키기도 한다.

## 같이 보기
- 유명인